# Elizabeth (Luisiana)
Elizabeth es un pueblo ubicado en la parroquia de Allen en el estado estadounidense de Luisiana. En el censo de 2010 tenía una población de 532 habitantes y una densidad poblacional de 124,41 personas por km².

## Geografía
Elizabeth se encuentra ubicado en las coordenadas 30°51′57″N 92°48′7″O / 30.86583, -92.80194. Según la Oficina del Censo de los Estados Unidos, Elizabeth tiene una superficie total de 4.28 km², de la cual 4.26 km² corresponden a tierra firme y (0.36%) 0.02 km² es agua.

## Demografía
Según el censo de 2010, había 532 personas residiendo en Elizabeth. La densidad de población era de 124,41 hab./km². De los 532 habitantes, Elizabeth estaba compuesto por el 97.18% blancos, el 0.56% eran afroamericanos, el 2.07% eran amerindios, el 0% eran asiáticos, el 0% eran isleños del Pacífico, el 0% eran de otras razas y el 0.19% pertenecían a dos o más razas. Del total de la población el 0.75% eran hispanos o latinos de cualquier raza.